# Helmut Friebe
Helmut Friebe (4 de noviembre de 1894 - 14 de enero de 1970) fue un general alemán en la Wehrmacht de la Alemania Nazi durante la II Guerra Mundial que comandó el LXIV Cuerpo de Ejército. Fue condecorado con la Cruz de Caballero de la Cruz de Hierro. Asumió el mando en Creta en mayo de 1944 después del secuestro del General Kreipe por Patrick Leigh Fermor y Bill Stanley Moss en coordinación con los andartes cretenses.

## Condecoraciones
- Cruz de Caballero de la Cruz de Hierro el 13 de agosto de 1941 como Oberst y comandante del Infanterie-Regiment 164[1]